# Luthern
Luthern – miejscowość i gmina w środkowej Szwajcarii, w kantonie Lucerna, w okręgu Willisau. Leży nad rzeką o tej samie nazwie. Pod względem powierzchni jedna z największych gmin kantonu.

## Demografia
W Luthern mieszkają 1 263 osoby. W 2021 roku 5,9% populacji gminy stanowiły osoby urodzone poza Szwajcarią. 